# Museo nacional de Tayikistán
El Museo nacional de Tayikistán (en ruso: Национальный музей Таджикистана; o más formalmente Museo Nacional de la República de Tayikistán Kemaleddin Behzad) se localiza en la ciudad de Dusambé capital del país asiático de Tayikistán fue establecido el 12 de agosto de 1934, sufriendo varios cambios de nombre hasta que en 1999 el gobierno de Tayikistán le dio el estatus de Nacional.
En 1934, el museo solo contaba con 530 piezas. En la actualidad, su número llega a 50.000. 
El museo nacional cuenta con los departamentos de exposición siguientes: 
- Departamento de Antigüedades;
- Departamento de Historia Antigua y Medieval;
- Departamento de novedades y nuevas historias;
- Departamento de Arte y Naturaleza.